# Yu Doan
Yu Doan (født 14. december 1995) er en japansk fodboldspiller, som spiller for den japanske fodboldklub AC Nagano Parceiro.